# Milnthorpe
Milnthorpe – miasto i civil parish w Anglii, w Kumbrii, w dystrykcie (unitary authority) Westmorland and Furness. Leży 75 km na południe od miasta Carlisle i 351 km na północny zachód od Londynu. W 2011 roku civil parish liczyła 2199 mieszkańców.